# Suore domenicane del Santo Rosario (Melegnano)
Le Suore Domenicane del Santo Rosario, dette di Melegnano, sono un istituto religioso femminile di diritto pontificio.

## Storia
La congregazione fu fondata a Casolate nel 1828 dal sacerdote italiano Francesco Fiazza, arciprete di San Zenone al Lambro.
In origine si trattava di una compagnia di giovani maestre che non pronunciavano voti ma promettevano obbedienza a una superiora e si impegnavano a vivere secondo la regola del terz'ordine domenicano: il principale fine apostolico della compagnia era l'educazione delle fanciulle nelle aree rurali e, secondariamente, l'assistenza a infermi e bisognosi.
Il 28 agosto 1831 Alessandro Maria Pagani, vescovo di Lodi, trasformò il sodalizio in congregazione religiosa di voti semplici: le prime professioni religiose furono emesse il 5 settembre 1841 nelle mani della prima superiora generale dell'istituto, Antonia Villa. L'istituto, in seguito, passò sotto la giurisdizione dell'arcivescovo di Milano e le sue costituzioni furono approvate da Carlo Bartolomeo Romilli il 12 maggio 1857.
La congregazione, affiliata all'ordine dei frati predicatori dal 26 giugno 1857, ricevette il pontificio decreto di lode il 17 giugno 1931.

## Attività e diffusione
Le suore si dedicano all'educazione della gioventù e all'assistenza ai malati.
Oltre che in Italia, la congregazione è attiva in Brasile; la sede generalizia è a Melegnano.
Alla fine del 2015 l'istituto contava 87 religiose in 19 case.